# Quinqui
El quinqui o romanó és un idioma parlat a Espanya únicament pels murris o quincallers, una antiga ètnia nòmada que avui està assentada a diverses zones de l'Estat. Conté elements semblants però no iguals als del caló, de la germania i de l'erromintxela. Encara que hauria de descriure's més pròpiament com una llengua no classificada.

## Descripció
Existeix relativament poc material publicat sobre la parla dels murris o quincallers, ja que no ho donen a conèixer i solament és utilitzat entre ells. Els testimoniatges lingüístics recollits mostren un lèxic familiaritzat de diverses fonts, especialment de l'erromintxela i del romaní caló. Un exemple citat per García-Egocheaga és:
Mutil, ¡achanta la mui!: 'Noi, calla la boca'
Això significa mutil 'noi', mentre que achanta 'callar' i mui 'boca' són elements lèxics del romanó. Aquest exemple és atribuït a un grup de murris establerts des de fa molt temps a Miranda de Avilés.